# ディアナ・ダムラウ
ディアナ・ダムラウ（Diana Damrau, 1971年5月31日 - ）は、ドイツ出身のソプラノ歌手。
ギュンツブルクの生まれ。
ヴュルツブルク音楽大学でカルメン・ハンガヌに師事後、ザルツブルクでハンナ・ルートヴィヒの薫陶を受ける。1995年にヴュルツブルク市立劇場でモーツァルトの《フィガロの結婚》のバルバリーナ役で初舞台を踏み、マンハイム国立劇場やフランクフルト・オペラなどにも出演するようになった。2002年にチェルハのオペラ《シュタインフェルトの巨人》の初演、ミラノ・スカラ座のリッカルド・ムーティ指揮によるアントニオ・サリエリの《見出されたエウローパ》の蘇演にそれぞれ参加する。2003年にはコヴェント・ガーデンのモーツァルトの《魔笛》で夜の女王役、その翌年にはニューヨークのメトロポリタン歌劇場でリヒャルト・シュトラウスの《ナクソス島のアリアドネ》のツェルビネッタ役を演じる。
2007年よりヴァージン・クラシックスと専属契約を結ぶ。
フランスのバス・バリトン、ニコラ・テステ（Nicolas Testé）と結婚、2010年と2012年生まれの2人の息子がいる。

## 役
| 役名           | 作品名                   | 作曲家                   |
| -------------- | ------------------------ | ------------------------ |
| バルバリーナ   | フィガロの結婚           | モーツァルト             |
| スザンナ       | フィガロの結婚           | モーツァルト             |
| 夜の女王       | 魔笛                     | モーツァルト             |
| パミーナ       | 魔笛                     | モーツァルト             |
| パパゲーナ     | 魔笛                     | モーツァルト             |
| ツァイーデ     | ツァイーデ               | モーツァルト             |
| ドンナ・アンナ | ドン・ジョヴァンニ       | モーツァルト             |
| ブロンデ       | 後宮からの誘拐           | モーツァルト             |
| コンスタンツェ | 後宮からの誘拐           | モーツァルト             |
| ヴィオレッタ   | 椿姫                     | ヴェルディ               |
| ジルダ         | リゴレット               | ヴェルディ               |
| アディーナ     | 愛の妙薬                 | ドニゼッティ             |
| ルチア         | ランメルモールのルチア   | ドニゼッティ             |
| マリー         | 連隊の娘                 | ドニゼッティ             |
| ノリーナ       | ドン・パスクヮーレ       | ドニゼッティ             |
| ロジーナ       | セビリアの理髪師         | ロッシーニ               |
| アデル         | オリー伯爵               | ロッシーニ               |
| アデーレ       | こうもり                 | ヨハン・シュトラウス     |
| エルヴィーラ   | 清教徒                   | ベッリーニ               |
| アミーナ       | 夢遊病の娘               | ベッリーニ               |
| レイラ         | 真珠採り                 | ビゼー                   |
| マノン         | マノン                   | マスネ                   |
| オランピア     | ホフマン物語             | オッフェンバック         |
| アントニア     | ホフマン物語             | オッフェンバック         |
| ジュリエッタ   | ホフマン物語             | オッフェンバック         |
| グレーテル     | ヘンゼルとグレーテル     | フンパーディンク         |
| フィリーヌ     | ミニョン                 | トマ                     |
| ジュリエット   | ロミオとジュリエット     | グノー                   |
| ツェルビネッタ | ナクソス島のアリアドネ   | リヒャルト・シュトラウス |
| ズデンカ       | アラベラ                 | リヒャルト・シュトラウス |
| ゾフィー       | ばらの騎士               | リヒャルト・シュトラウス |
| 小さい女       | シュタインフェルトの巨人 | チェルハ                 |
| エウローパ     | 見出されたエウローパ     | サリエリ                 |
| マルツェリーネ | フィデリオ               | ベートーヴェン           |